# 세대 중첩 모형
세대 중첩 모형(overlapping generations model) 또는 OLG 모형은 일종의 경제학 모형이다. 이 모형에서 각 행위자들은 유한한 길이의 시간을 살고, 다음 세대의 삶의 적어도 한 기간과 겹치는 기간까지 살아남는다.
세대 중첩 모형의 개념은 1947년 모리스 알레에 의해 고안되었으며, 1958년 폴 새뮤얼슨에 의해 통화 경제와 거시경제학을 단순화하는 방법으로 사용되어 보편화되었다. 세대 중첩 모형은 연구 주제에 따라 여러 다른 특성을 가질 수 있지만 대부분의 모형은 여러 가지의 핵심 구성 요소를 공유한다:
- 개인들은 출생시 각자 상품 단위의 부존 자원을 얻는다.
- 상품은 한 기간 이상 보존되지 않는다.
- 돈은 다기간 동안 보존될 수 있다.
- 각 개인은 모든 기간에 소비를 해야만하고, 그들의 평생 동안의 효용은 모든 기간의 소비에 대한 함수로 나타난다.

## 같이 보기
- 거시경제 모델
- 후생경제학의 기본 정리